# Douglas MacArthur
Douglas MacArthur (n. 26 ianuarie 1880 - d. 5 aprilie 1964 ) a fost un general american și mareșal al Armatei Filipineze, care a avut o carieră lungă, începând cu campania SUA în Mexic și terminându-se în Războiul din Coreea.
Douglas MacArthur fost șeful de stat major al US Army în anii 1930. În timpul celui de-al Doilea Război Mondial a avut un rol proeminent pe  Teatrul din Pacific. Pentru Campania din Filipine (1941-1942) a fost decorat cu Medal of Honor, împreună cu tatăl său fiind primii tată-fiu din istorie care au primit cea mai înaltă distincție militară a SUA. A fost unul din cele cinci persoane din istoria SUA care a primit cel mai înalt grad militar al Armatei SUA: general cu cinci stele.
El a fost cel care a condus pe cuirasatul USS Missouri formalitățile de capitulare a Japoniei. După al Doilea Război Mondial a fost Comandantul suprem al forțelor aliate în Japonia.
În data de 25 iunie 1950 Coreea de Nord a invadat Coreea de Sud, a izbucnit Războiul din Coreea, iar Douglas MacArthur a fost numit comandant al Comandamentului Națiunilor Unite. După ce forțele Națiunilor Unite au fost respinse în Perimetrul Pusan, prin debarcarea de la Incheon Douglas MacArthur a respins trupele nord-coreene până la granița chineză. Aici a făcut greșeala că nu a luat în considerare poziția apropiată a trupelor sale de granița chineză, implicând și armata chineză în conflictul militar.
Conflictul escaladându-se, datorită declarațiilor sale belicoase, prin care amenința cu un război nuclear împotriva Chinei, a fost demis de președintele Harry S. Truman.

### Copilăria și anii de studii
Douglas MacArthur s-a născut ca fiul politicianului și juristului  Arthur MacArthur, Jr., și al lui Mary Pinkney Hardy MacArthur. În Războiul Civil American tatăl lui Douglas MacArthur a fost promovat la rangul de general-locotenent și decorat cu Medalia de Onoare a Congresului.
A fost admis la Academia Militară West Point în 13 iunie 1899, absolvind academia în 11 iunie 1903, cu cel de-al treilea rezultat din toate timpurile.

### Primii ani ca ofițer
În prima sa campanie militară a participat ca ofițer în expediția "Pancho Villa" (1916-1917).

### Primul Război Mondial

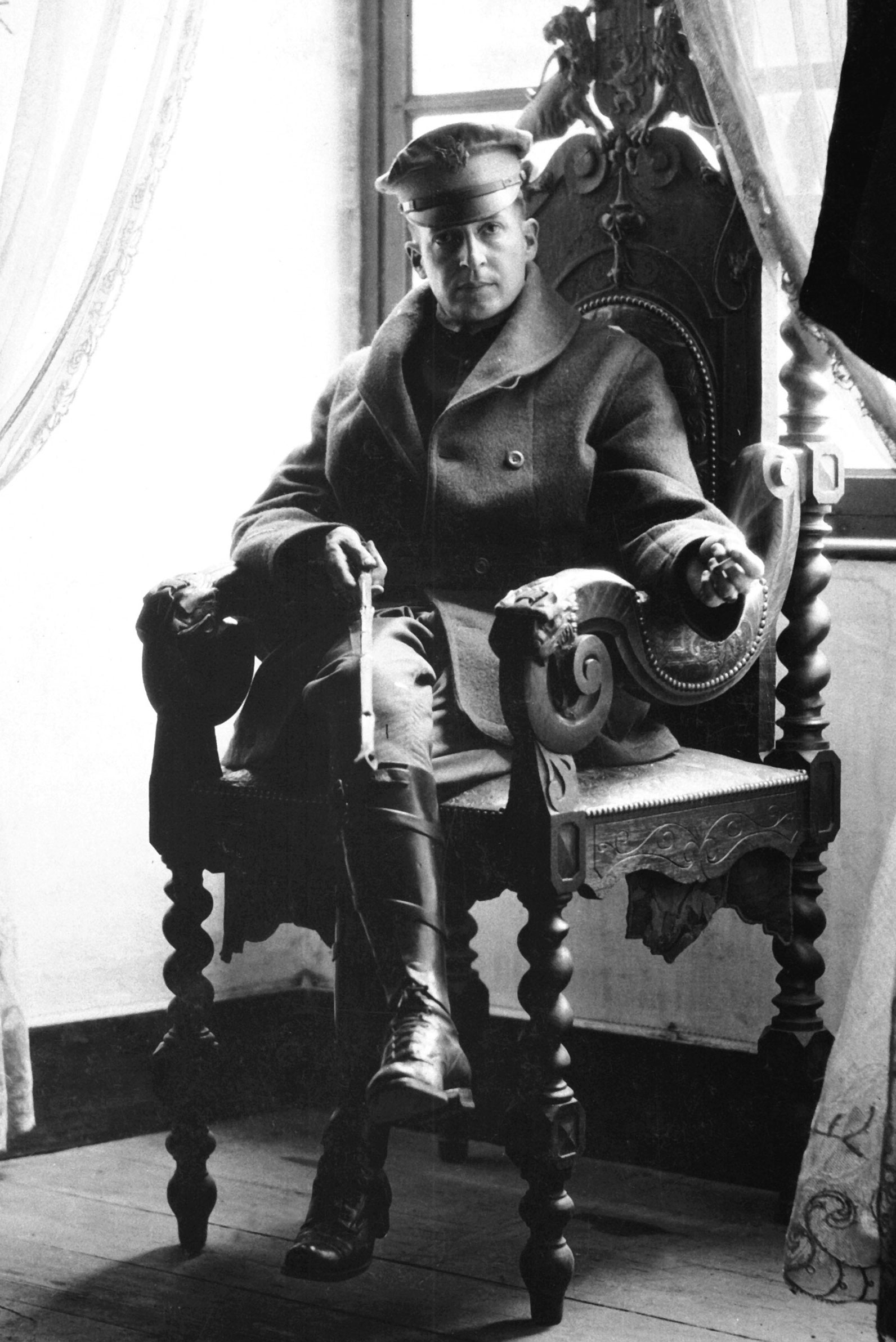
Douglas MacArthur în Franța, 1918

Douglas MacArthur a coordonat pentru prima dată trupele militare americane în timpul Primului Război Mondial, când a ajutat la organizarea Diviziei Curcubeul, formată din unități ale Gărzilor Naționale din diferite state federale.
În Primul Război Mondial a fost rănit de două ori și pentru că a refuzat să folosească masca de gaze a suferit toată viața din cauza problemelor la plămâni.

### Perioada interbelică
În 1919 MacArthur a devenit directorul Academiei Militare West Point. 
În 1935, când Filipinele au obținut status semi-independent de SUA, președintele Manuel Quezon a solicitat serviciile lui MacArthur ca să coordoneze crearea Armatei Filipineze, ceea ce el a acceptat, primind gradul de mareșal al Armatei Filipineze. 
MacArthur a considerat că terenurile de instrucție sunt insuficiente. Echipamentul era echipament american „mai mult sau mai puțin învechit”, iar bugetul de 6 milioane de dolari era complet inadecvat.
În data de 31 decembrie 1937 MacArthur s-a retras oficial din Armata SUA, dar a rămas în continuare consilier al lui Quezon.

### Al Doilea Război Mondial

#### Campania din Filipine (1941-1942)

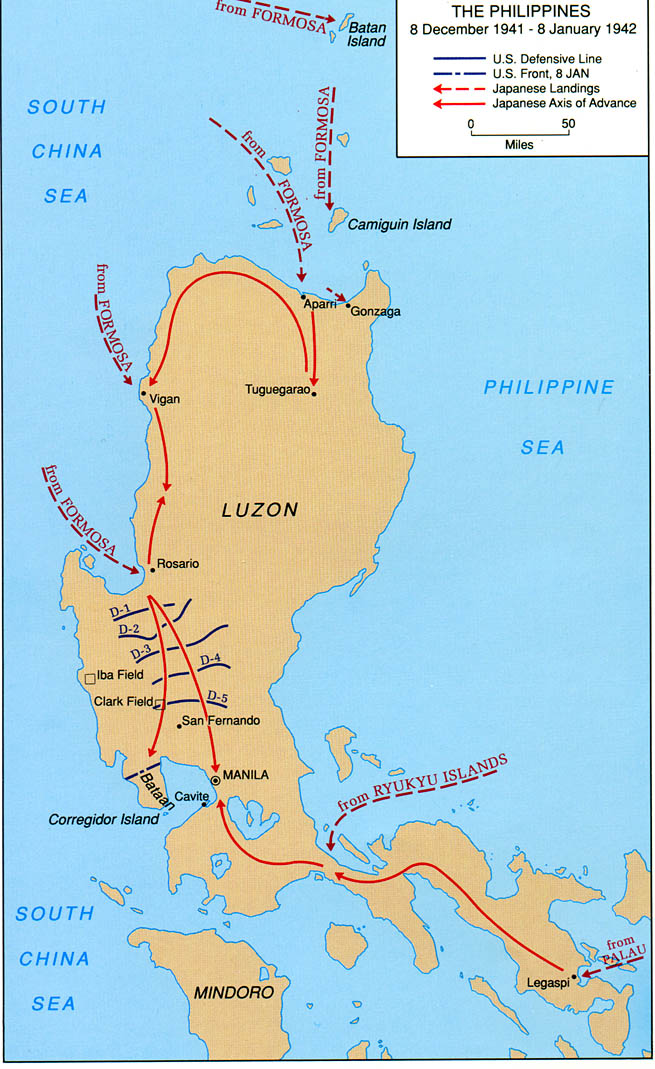
Invazia insulelor Filipine de forțele japoneze

În data de 26 iulie 1941 Roosevelt a federalizat Armata Filipineză, l-a rechemat pe MacArthur în serviciu militar ca general maior și l-a numit Comandant al forțelor US Army în Orientul Îndepărtat (USAFFE). A doua zi MacArthur a fost promovat general-locotenent. La data respectivă trupele din Filipine aveau un efectiv de 22.000 oameni, dintre care 12.000 erau cercetași filipinezi. Între luna iulie și decembrie garnizoana a primit întăriri, 8.500 oameni.
MacArthur a fost informat despre Atacul de la Pearl Harbour la 8 decembrie 1941 ora 03:30. 
La ora 12:30 a avut loc primul atac aviatic japonez care a distrus 35 avioane B-17 Flying Fortress, 53 avioane P-40 Warhawk (din cele 107 existente), 3 Seversky P-35  și alte 25 avioane de diferite tipuri, majoritatea fiind distruse la sol. Atacul s-a soldat cu 80 morți și 150 răniți.
Ce a mai rămas din forța aviatică din Orientul Îndepărtat a fost distrus în următoarele zile.
Planurile de apărare făcute înainte de război presupuneau, că japonezii nu pot fi împiedicați să debarce pe insula Luzon și s-a hotărât ca forțele americane și filipineze să abandoneze Manila și să se retragă pe peninsula Bataan. MacArthur a încercat să încetinească avansul trupelor japoneze cu o apărare împotriva debarcărilor japoneze, dar după ce a văzut avansarea rapidă a forțelor japoneze, a ordonat trupelor să se retragă pe Bataan.
Pe 25 decembrie MacArthur și-a mutat cartierul general pe insula fortăreață Corregidor în Golful Manila. O serie de atacuri aeriene japoneze au distrus toate structurile expuse de pe insulă, astfel că cartierul general al USAFFE a fost mutat în tunelele Malinta.
Trupele din Bataan cu toate că știau că au fost abandonați, au continuat să lupte. Unii i-au blamat pe Roosevelt și MacArthur pentru situația neplăcută.

#### Fuga în Australia și Medalia de Onoare
În februarie 1942 forțele japoneze au strâns presiunea în jurul Filipinelor,  MacArthur a primit ordinul de a se reloca în Australia, iar în 12 martie 1942 împreună cu familia și comandament au părăsit Coregidor la bordul unor vedete torpiloare.
În data de 20 martie la Terowie, în Australia și-a rostit faimosul discurs „We shall return”.  
Restul trupelor au rămas să lupte. Bataan s-a predat în 9 aprilie, iar Corregidor în 6 mai.  George Marshall a decis, că MacArthur merită cea mai înaltă distincție americană, Medal of Honor, pentru care a fost nominalizat anterior de două ori, care era subliniat, în vederea echilibrării propagandei japoneze, că și-ar fi părăsit postul de comandă. Eisenhower a menționat, că MacArthur de fapt nu a făcut nici o faptă deosebită cerută de regulament pentru acordarea acestei distincții, dar Marshall a dat ca exemplu cazul lui Charles Lindbergh din 1927.

#### Campania din Filipine (1944-1945)

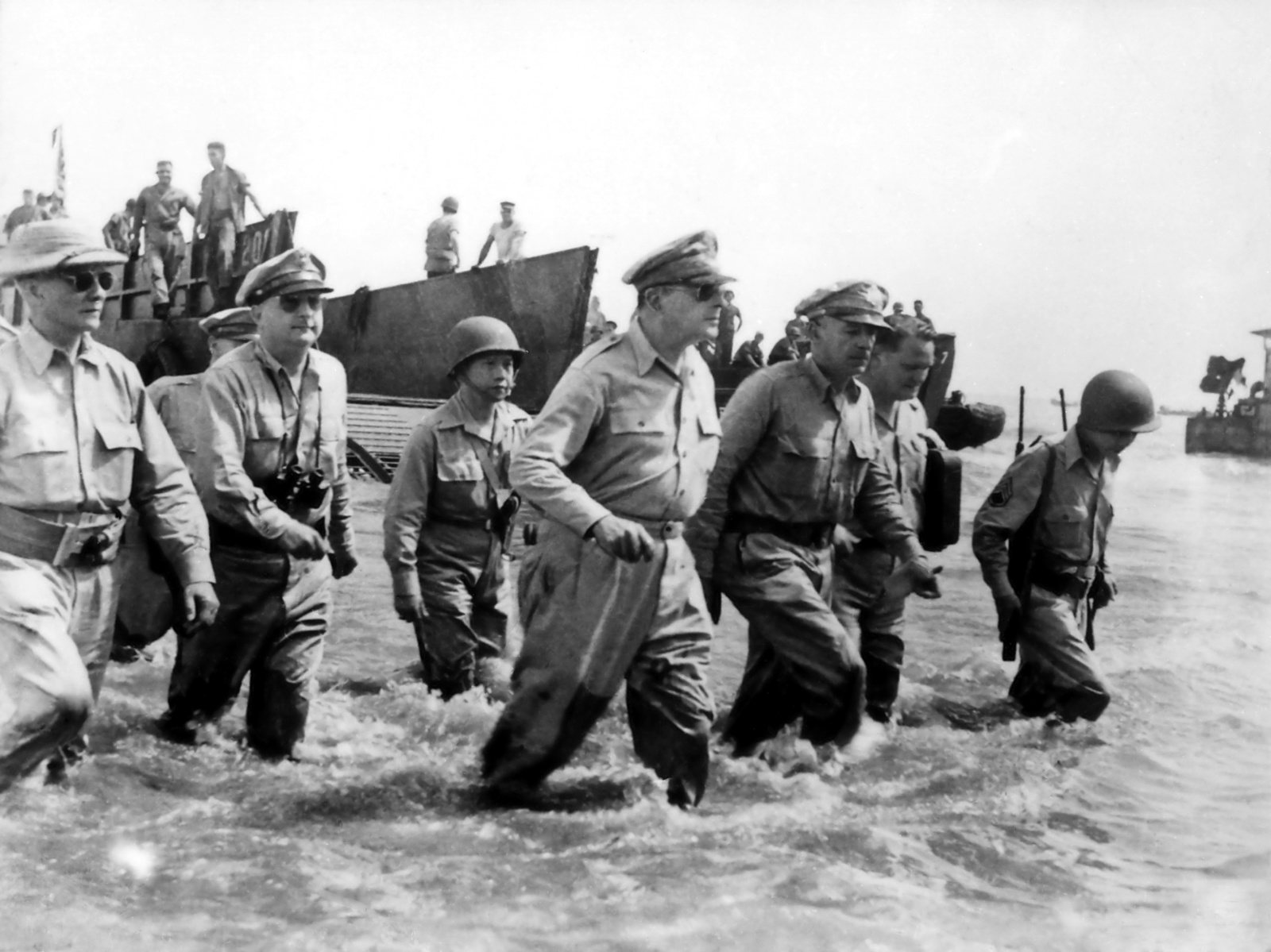
Douglas MacArthur debarcând pe insula Leyte (Filipine)

### Războiul din Coreea
În data de 25 iunie 1950 Coreea de Nord a invadat Coreea de Sud, a izbucnit Războiul din Coreea. ONU a adoptat Rezoluția 82, prin care a autorizat forțele ONU să acorde sprijin Coreei de Sud. Națiunile Unite a însărcinat SUA să numească un comandant pentru forțele ONU și Cartierul General Unit l-a numit unanim pe Douglas MacArthur.
Forțele Națiunilor Unite au fost respinse în Perimetrul Pusan, dar între timp raportul de forțe s-a răsturnat. Trupele ONU au primit întăriri, numărul militarilor ajungând acum la 180.000, iar cel al nord-coreenilor era de 88.000, linia de aprovizionare a acestora din urmă s-a lungit. Trupele ONU acum erau superiori și în privința pieselor de artilerie și ale tancurilor. 
În loc să respingă din Perimetrul Pusan forțele comuniste, Douglas MacArthur a făcut o debarcare îndrăzneață la Incheon, și a respins trupele nord-coreene până la granița chineză.
La granița Coreei de Nord cu China MacArthur a făcut greșeala că s-a apropiat prea mult de graniță, implicând și armata chineză în conflictul militar.

### Recompense și onoruri

#### Decorații
|  | Medal of Honor - Medalia de Onoare a Congresului                          |
|  | Distinguished Service Cross                                               |
|  | Distinguished Service Medal                                               |
|  | Navy Distinguished Service Medal                                          |
|  | Silver Star                                                               |
|  | Distinguished Flying Cross                                                |
|  | Bronze Star Medal                                                         |
|  | Presidential Unit Citation                                                |
|  | Air Medal                                                                 |
|  | Purple Heart - Inima purpurie pentru rănire                               |
|  | Philippine Campaign Medal - Medalie acordată pentru Campania din Filipine |
|  | Mexican Service Medal                                                     |
|  | World War I Victory Medal                                                 |
|  | Army of Occupation of Germany Medal                                       |
|  | American Defense Service Medal                                            |
|  | Asiatic-Pacific Campaign Medal                                            |
|  | World War II Victory Medal                                                |
|  | Army of Occupation Medal -                                                |
|  | National Defense Service Medal                                            |
|  | Korean Service Medal                                                      |
|  | United Nations Service Medal - Medalia ONU                                |

#### Actori care l-au interpretat pe Douglas MacArthur în filme
- Dayton Lummis în filmul Condamnat la tăcere (The Court-Martial of Billy Mitchell, 1955)
- Henry Fonda în filmul Collision Course: Truman vs. MacArthur în 1976
- Gregory Peck în filmul MacArthur, generalul rebel din 1977
- Laurence Olivier în filmul Inchon în 1981
- John Bennett Perry în Farewell to the King (1989)
- James B. Sikking în In Pursuit of Honor (1995)
- Daniel von Bargen în filmul HBO Truman în 1995[30]
- Robert Dawson în The Sun (2005)
- Tommy Lee Jones în Emperor[31] (2012)
- Liam Neeson în Operation Chromite[32] (2016)
- Michael Ironside în Tokyo Trial (2016)
- Miguel Faustmann în Quezon's Game (2018)

#### Grade militare și data promovării
|  | Locotenent-major: 23 aprilie 1904.    |
|  | Căpitan: 27 februarie 1911.           |
|  | Maior: 11 decembrie 1915.             |
|  | Colonel: 5 august 1917.               |
|  | General de brigadă: 20 ianuarie 1920. |
|  | General-maior: 17 ianuarie 1925       |
|  | General-locotenent: 27 iulie 1941.    |
|  | General: 18 decembrie 1941.           |
|  | General de armate: 23 martie 1946.    |